# Liste der Bodendenkmale in Priestewitz
In der Liste der Bodendenkmale in Priestewitz sind die Bodendenkmale der Gemeinde Priestewitz und ihrer Ortsteile nach dem Stand der Auflistung von Harald Quietzsch und Heinz Jacob aus dem Jahr 1982 aufgelistet. Eventuelle Änderungen und Ergänzungen, insbesondere aus der Zeit nach der Wende, sind nicht berücksichtigt, da für Sachsen aktuell keine neueren allgemein zugänglichen Bodendenkmallisten vorliegen. Die Baudenkmale sind in der Liste der Kulturdenkmale in Priestewitz aufgeführt.
| Denkmal-ID | Fundart             | Ortsteil  | Bezeichnung             | Zeitstellung    | Lage                                                                                       | Bemerkungen | Bild |
| ---------- | ------------------- | --------- | ----------------------- | --------------- | ------------------------------------------------------------------------------------------ | --- | ---- |
| ?          | Grabmal > Grabhügel | Gävernitz | zwei Hügelgräber        | Bronzezeit      | südsüdwestlich des Orts, westlich der Straße nach Meißen, am Rand der ehemaligen Sandgrube | nach Ausgrabung rekonstruiert und Teil von Sachsens erstem archäologischem Freilichtmuseums, Schutz seit 18. Juni 1941, erneuert 10. Mai 1973, 2022 Eröffnung des „Archäologieparks Gävernitz“ →Siehe auch: Hügelgräber von Gävernitz |      |
| ?          | besonderer Stein    | Nauleis   | Steinkreuz              | Spätmittelalter | im Ort, am Südufer des Dorfteichs                                                          | Schutz seit 10. Mai 1973 |      |
| ?          | Befestigung > Burg  | Stauda    | Wallanlage „Opferhügel“ | Slawenzeit      | südsüdwestlich des Orts, westlich der Straße nach Meißen, am Rand der ehemaligen Sandgrube | ovale Anlage, durch jüngere Bebauung gestört, Graben eingeebnet, Schutz seit 1. Juli 1939, erneuert 19. Oktober 1957 |      |